# Edward Henry Potthast
Pour les articles homonymes, voir Potthast.
Edward Henry Potthast, né le 10 juin 1857 à Cincinnati dans l'Ohio et décédé le 9 mars 1927 à New York dans l'état de New York aux États-Unis, est un peintre impressionniste américain, connu pour ses peintures de paysage de la Nouvelle-Angleterre, ses vues de Central Park et ses scènes d'activités en plein air remplies de soleil et de couleurs vives représentant des familles et des enfants le long de la côte et des plages de Long Island.

## Biographie
Edward Henry Potthast naît à Cincinnati dans l'état de l'Ohio en 1857. À partir de 1870, il étudie l'art à la McMicken School of Design à Cincinnati. De 1873 à 1881, il travaille comme lithographe à la Ehrgott and Krobs puis à la Strobridge Lithography Company. De 1879 à 1881, il étudie également auprès du peintre Thomas Satterwhite Noble. Il part ensuite pour l'Europe en compagnie du peintre Joseph Henry Sharp, séjourne à Anvers ou il suit les cours de l'académie royale des beaux-arts de la ville, avant de fréquenter l'académie des beaux-arts de Munich avec pour professeur les peintres Carl von Marr, Nikolaos Gysis et Ludwig von Löfftz. Après son retour à Cincinnati en 1885, il reprend ses études avec Noble et son travail de lithographe. En 1886, il retourne en Europe et s'installe à Paris où il étudie auprès du peintre Fernand Cormon. Il fréquente les colonies artistiques de Barbizon et de Grez-sur-Loing ou il rencontre le peintre Robert Vonnoh qui lui fait découvrir le travail des peintres impressionnistes français.
À son retour à Cincinnati, il reprend à nouveau son emploi de lithographe tout en exposant ses toiles au Cincinnati Art Museum. En 1895, il s'installe à New York, ou il travaille d'abord comme illustrateur pour les magazines Scribner's Magazine, The Century Magazine et Harper's Magazine, tout en se consacrant à son activité de peintre. Il expose à l'académie américaine des beaux-arts et y élu en 1906. En 1904, il obtient une médaille d'argent lors de l'exposition universelle de Saint-Louis dans le Missouri. En 1908, il déplace son studio dans les Gainsborough Studios (en) à Manhattan. En 1910, il réalise une excursion avec les peintres Thomas Moran, Elliott Daingerfield (en), Douglas Ewell Parshall et Frederick Ballard Williams afin d'observer le Grand Canyon et la région de l'Arizona. Pendant la Première Guerre mondiale, il peint de grandes cibles flottantes pour l'entrainement des troupes navales.
Au cours de sa carrière, il est membre de la Society of American Artists (en), du Salmagundi Club, de l'American Watercolor Society et du Cincinnati Art Club (en). Il décède à New York en 1927.
Ces œuvres sont notamment visibles ou conservées au Cincinnati Art Museum de Cincinnati, au Butler Institute of American Art de Youngstown, au Brooklyn Museum, au Metropolitan Museum of Art et à l'académie américaine des beaux-arts de New York, au musée des Beaux-Arts de Houston, au musée d'Art d'El Paso, au Phoenix Art Museum, à la Yale University Art Gallery de New Haven, au Portland Museum of Art (en) de Portland, au San Francisco De Young Museum de San Francisco, au Taubman Museum of Art (en) de Roanoke, à l'Orlando Museum of Art (en) d'Orlando, au Snite Museum of Art (en) de South Bend, au musée d'art Nelson-Atkins de Kansas City, au New Jersey State Museum (en) de Trenton et au musée Thyssen-Bornemisza de Madrid.

## Œuvres

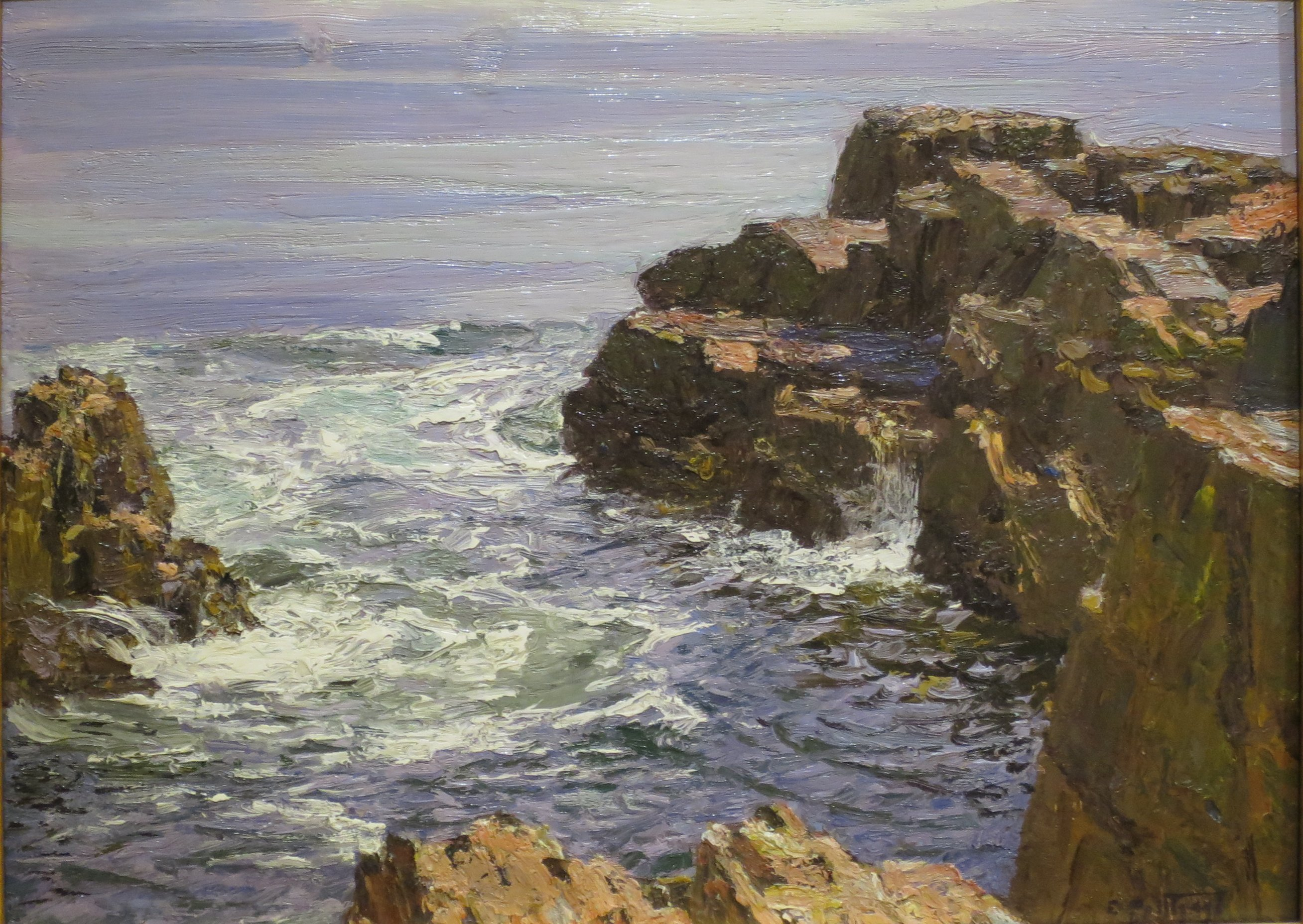
The Breaking Wave, sans date, Musée d'Art d'El Paso
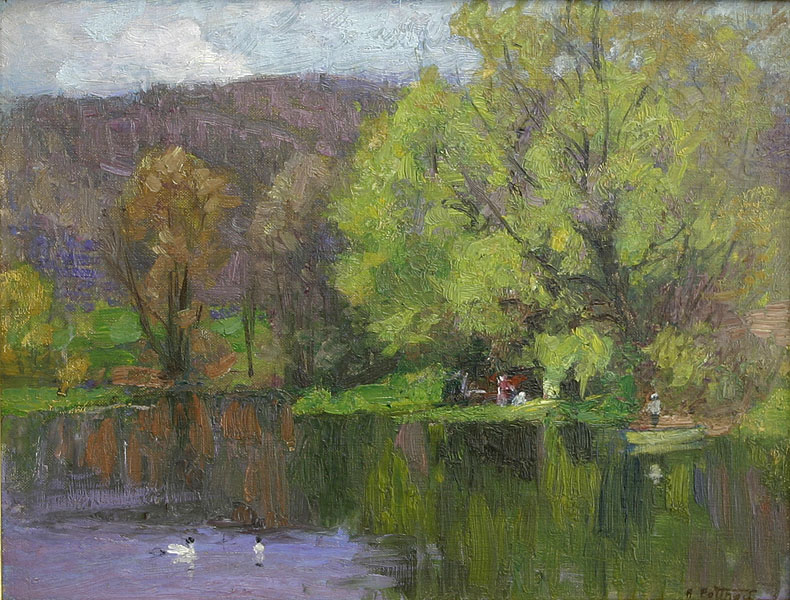
The Duckpond, vers 1900
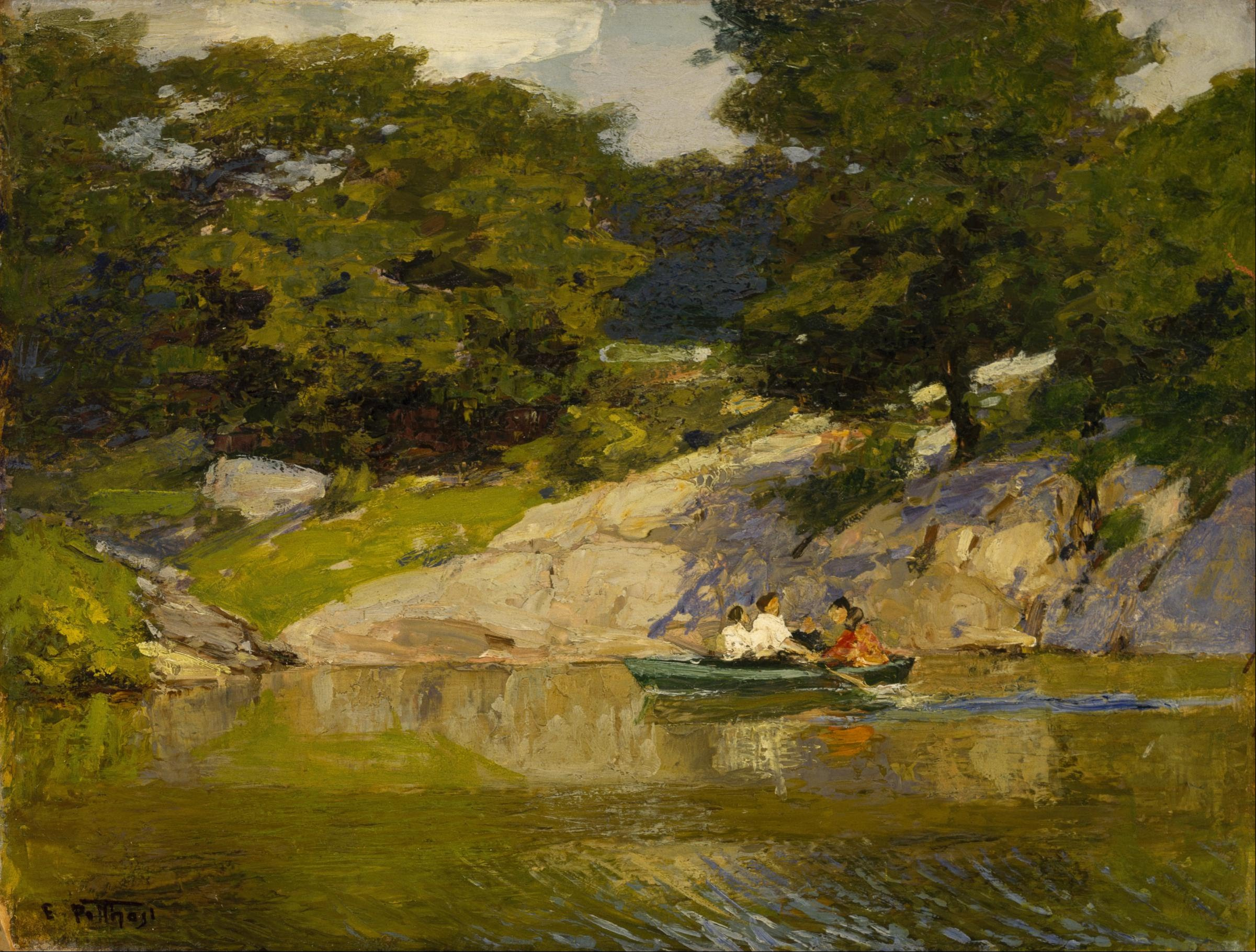
Boating in Central Park, vers 1900-1905, Musée des Beaux-Arts de Houston
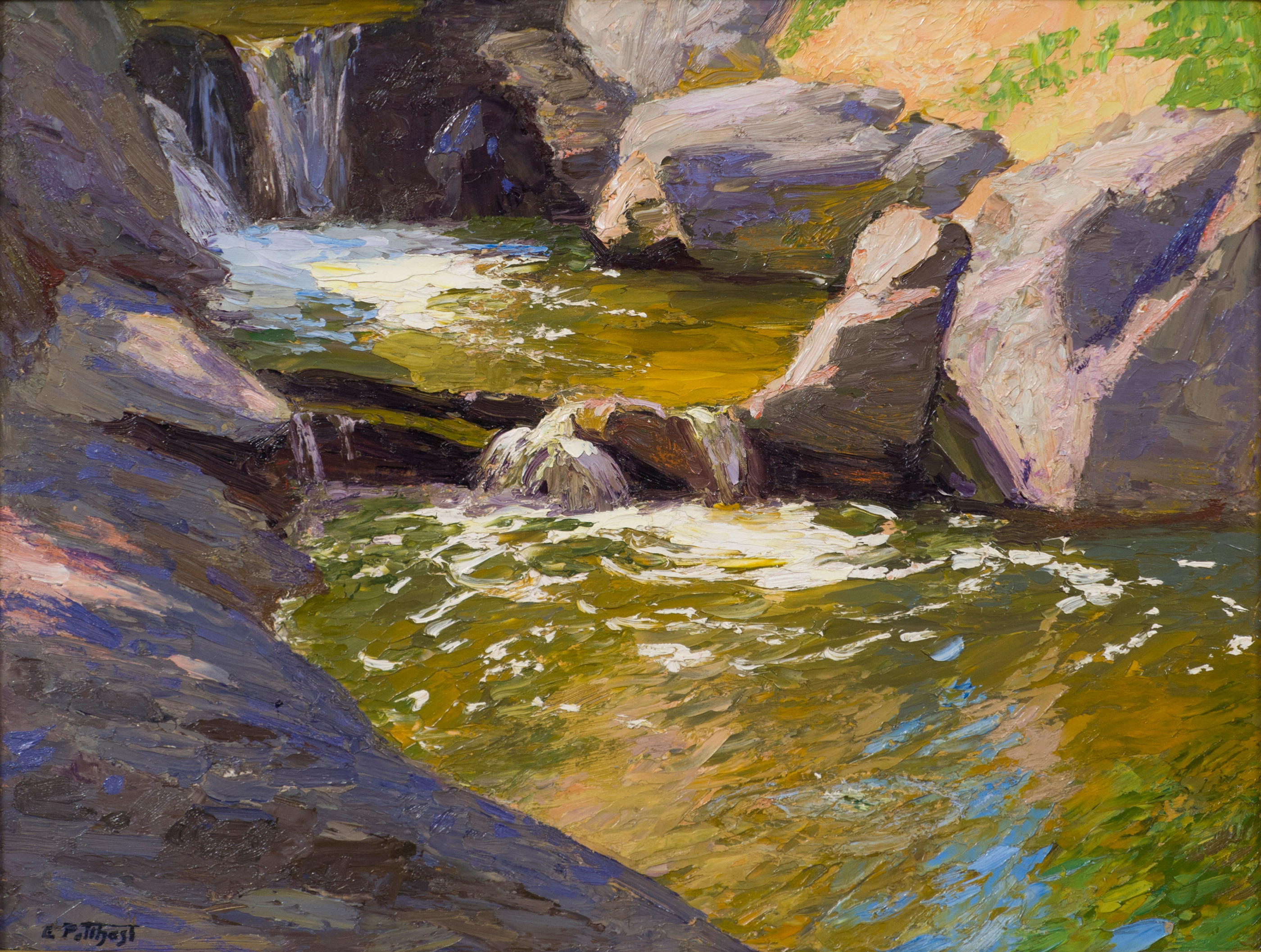
The Waterfall, vers 1908
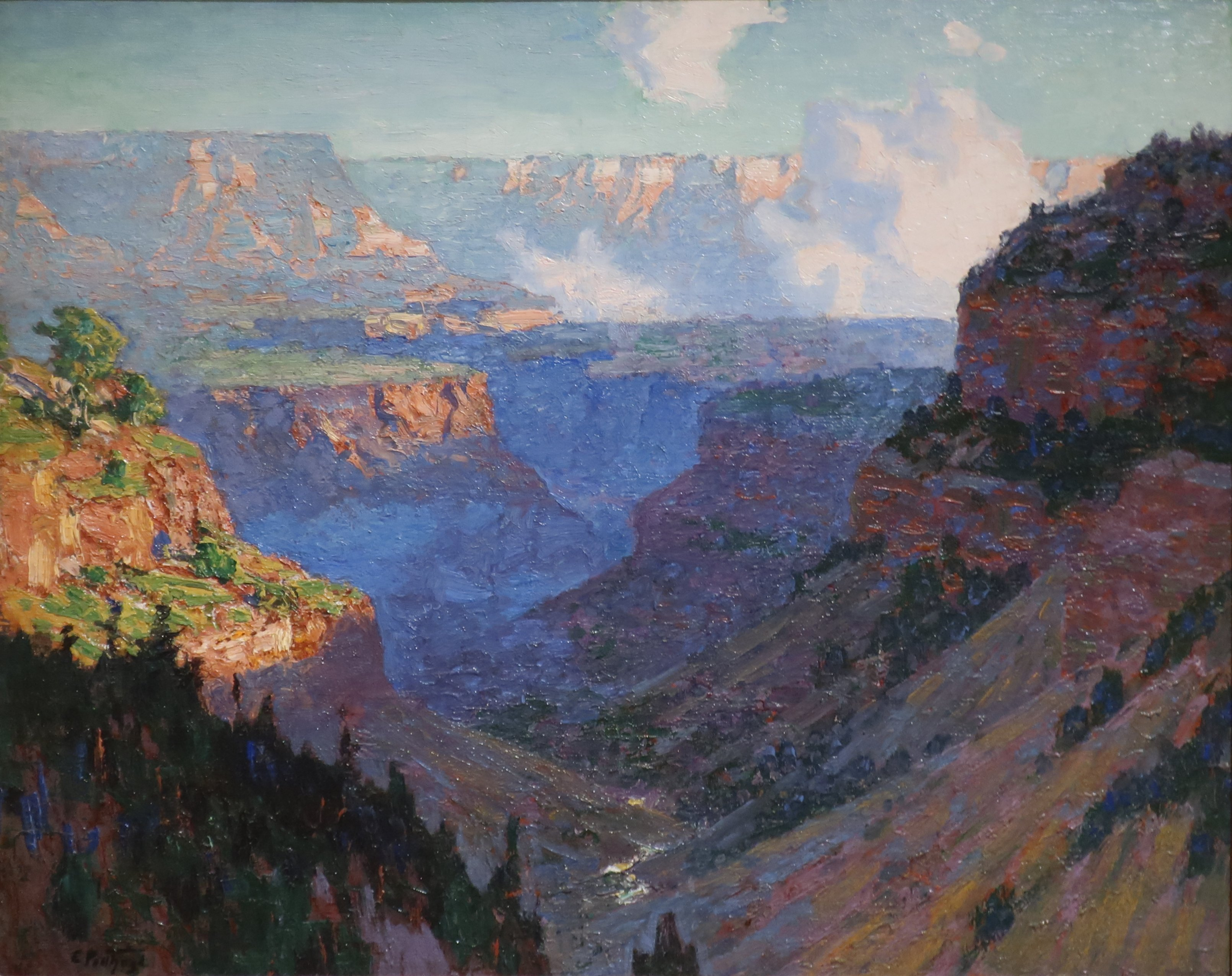
Looking across the Grand Canyon, vers 1910, Phoenix Art Museum
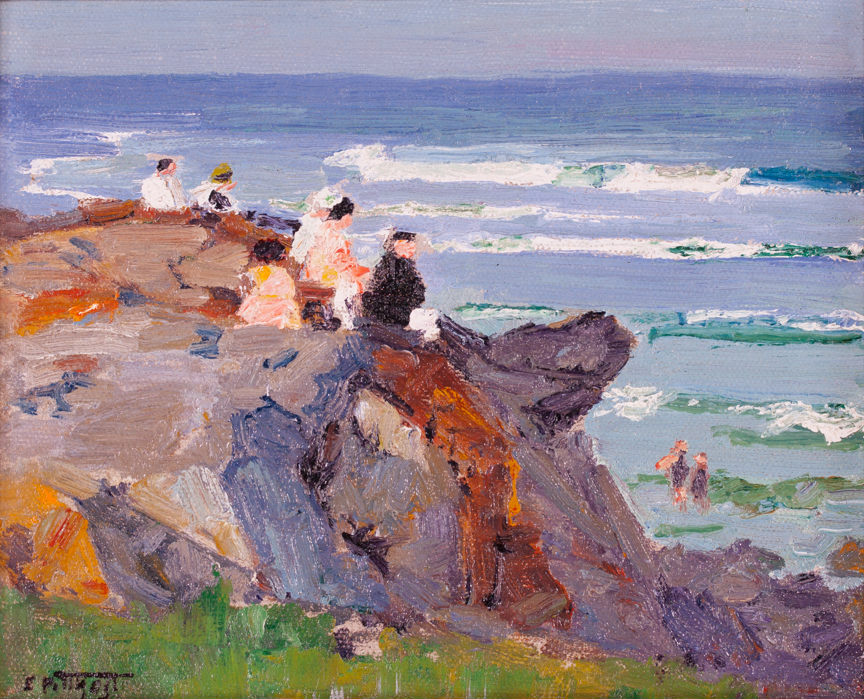
By the New England Seashore, vers 1910
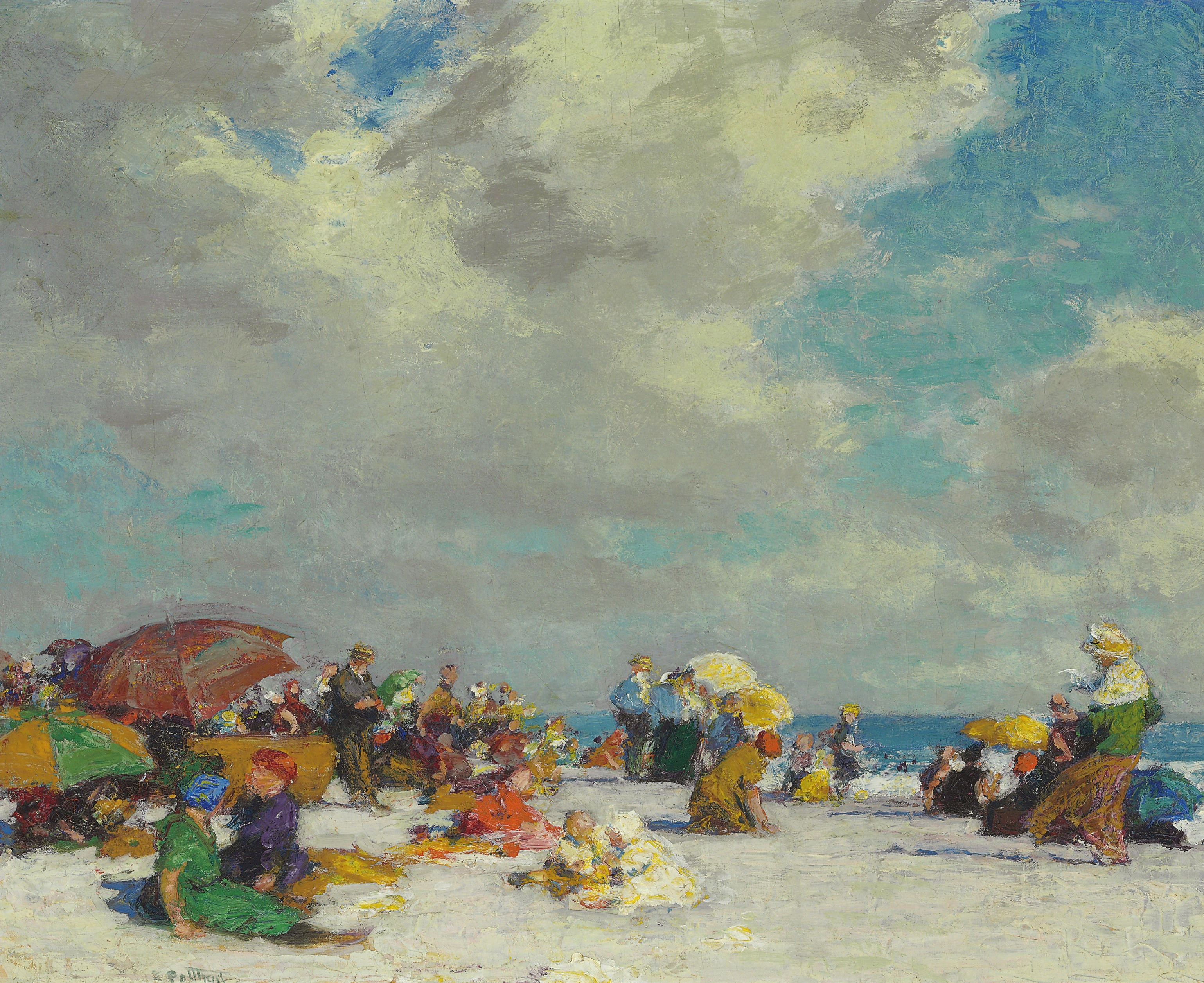
A Summer Afternoon, vers 1910
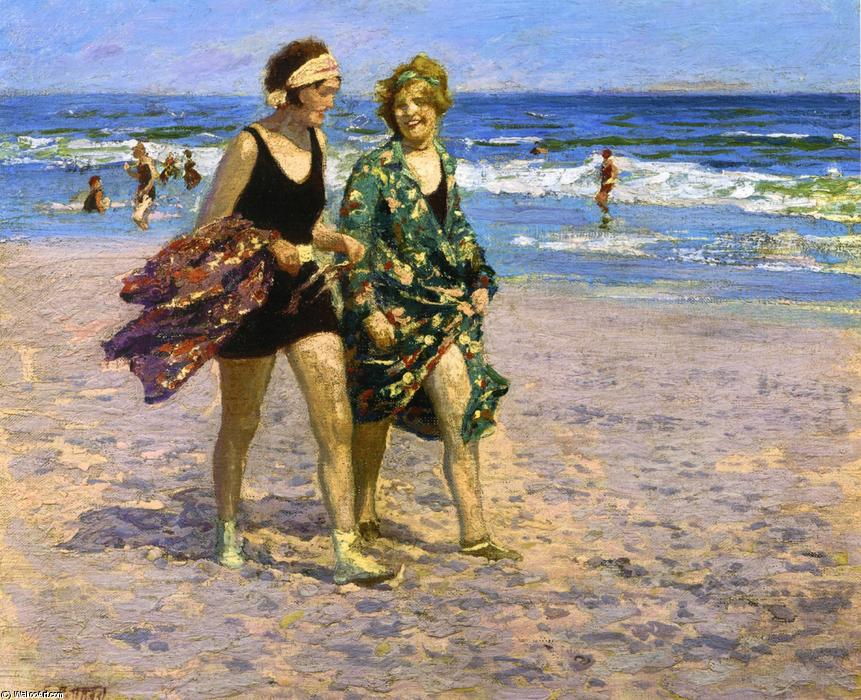
Blonde an Brunette, vers 1910
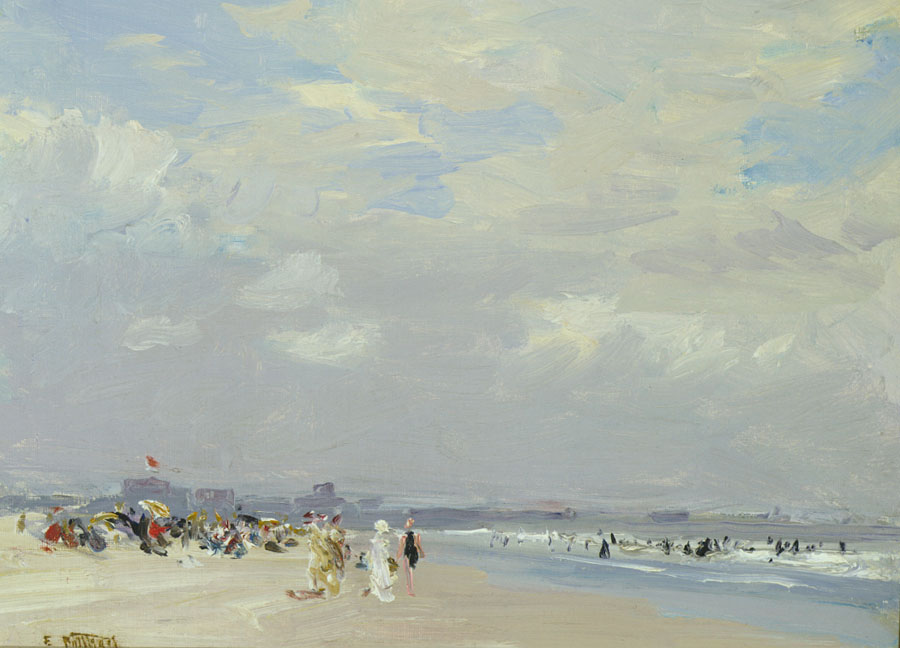
Rockaway Beach, vers 1910
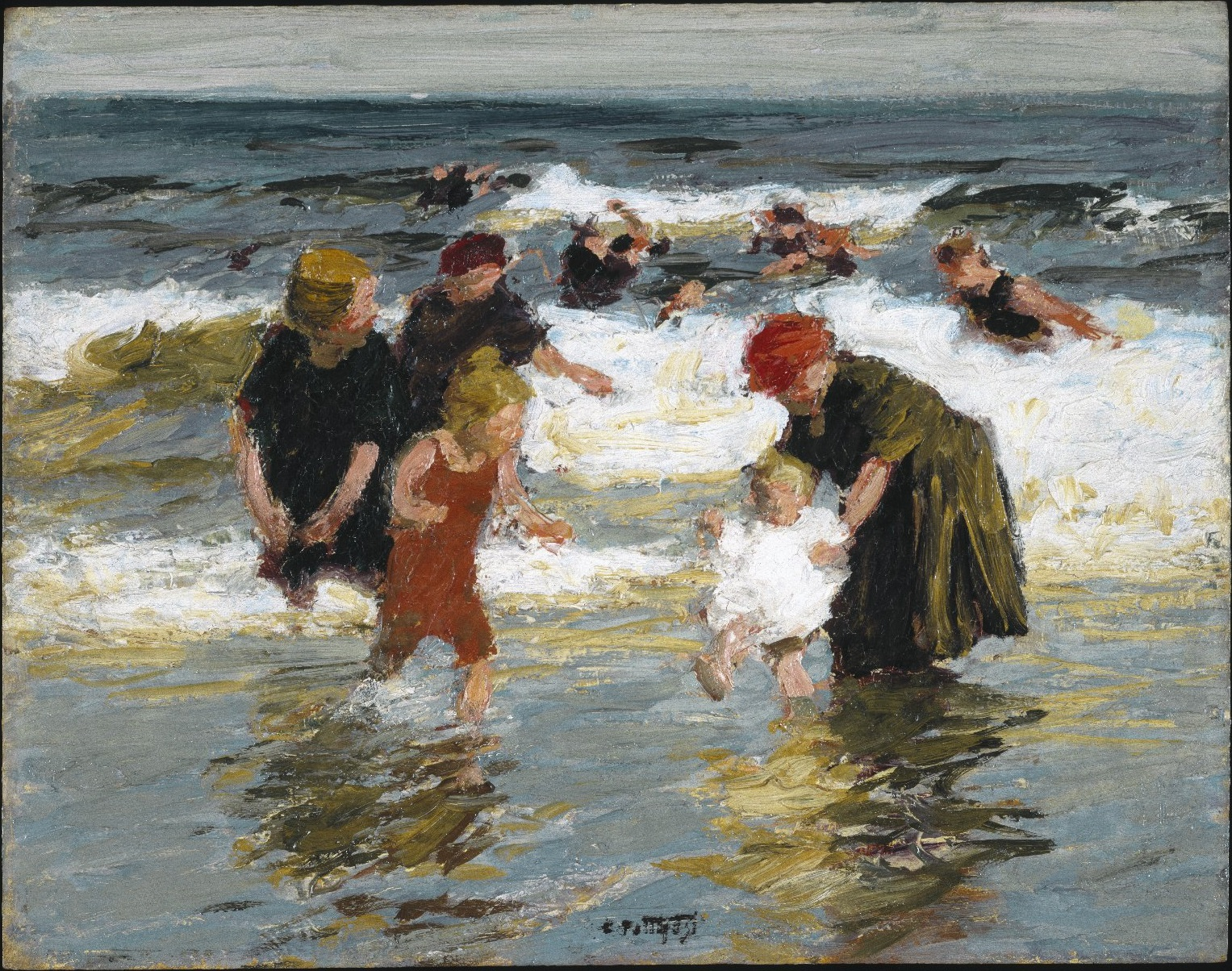
Bathers, vers 1913, Brooklyn Museum
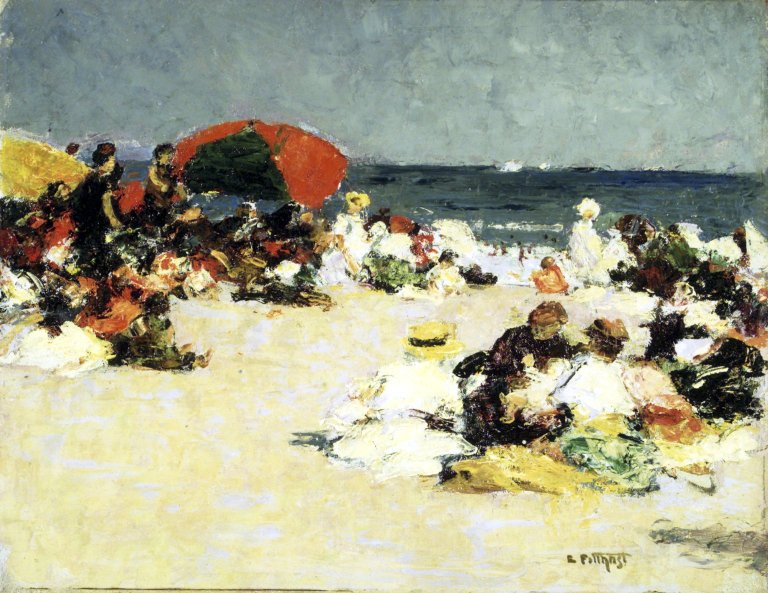
On the Beach, vers 1913, Brooklyn Museum
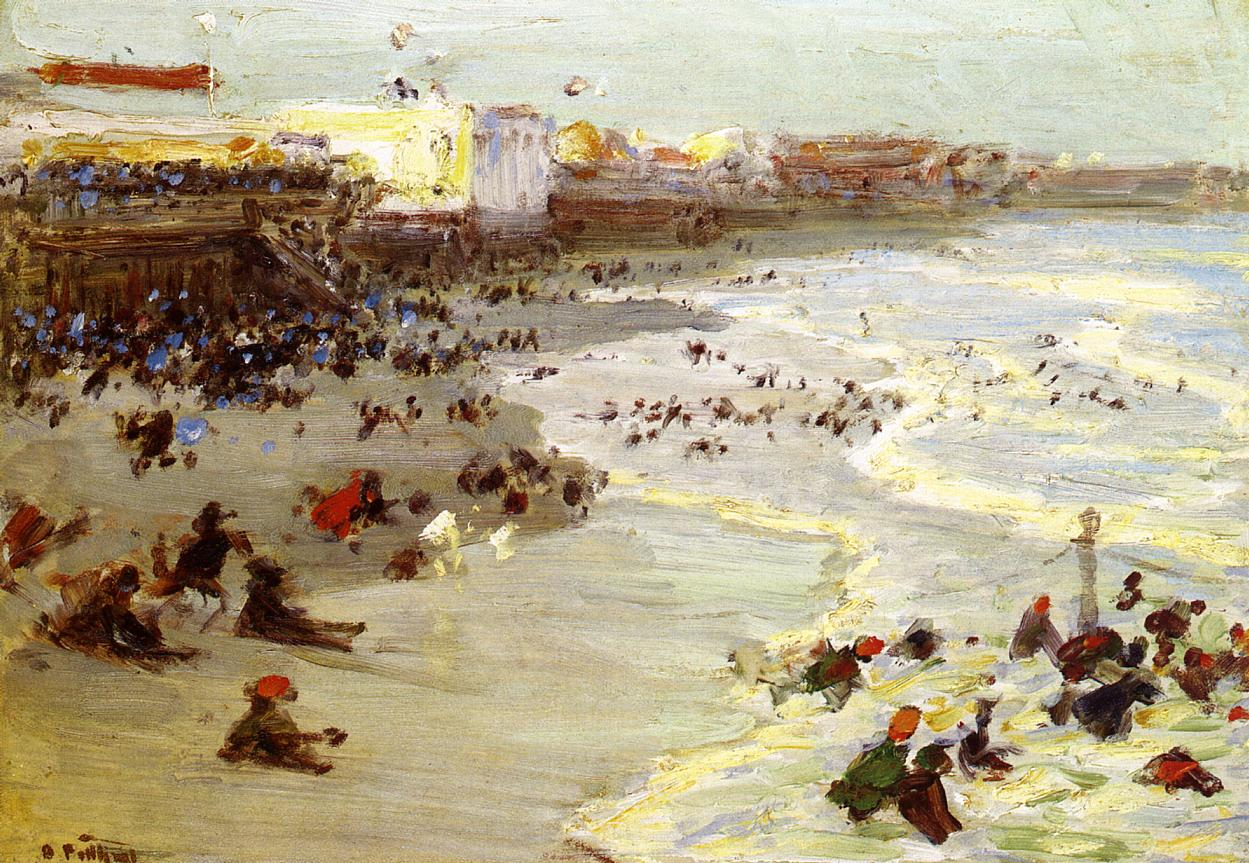
Coney Island, vers 1914
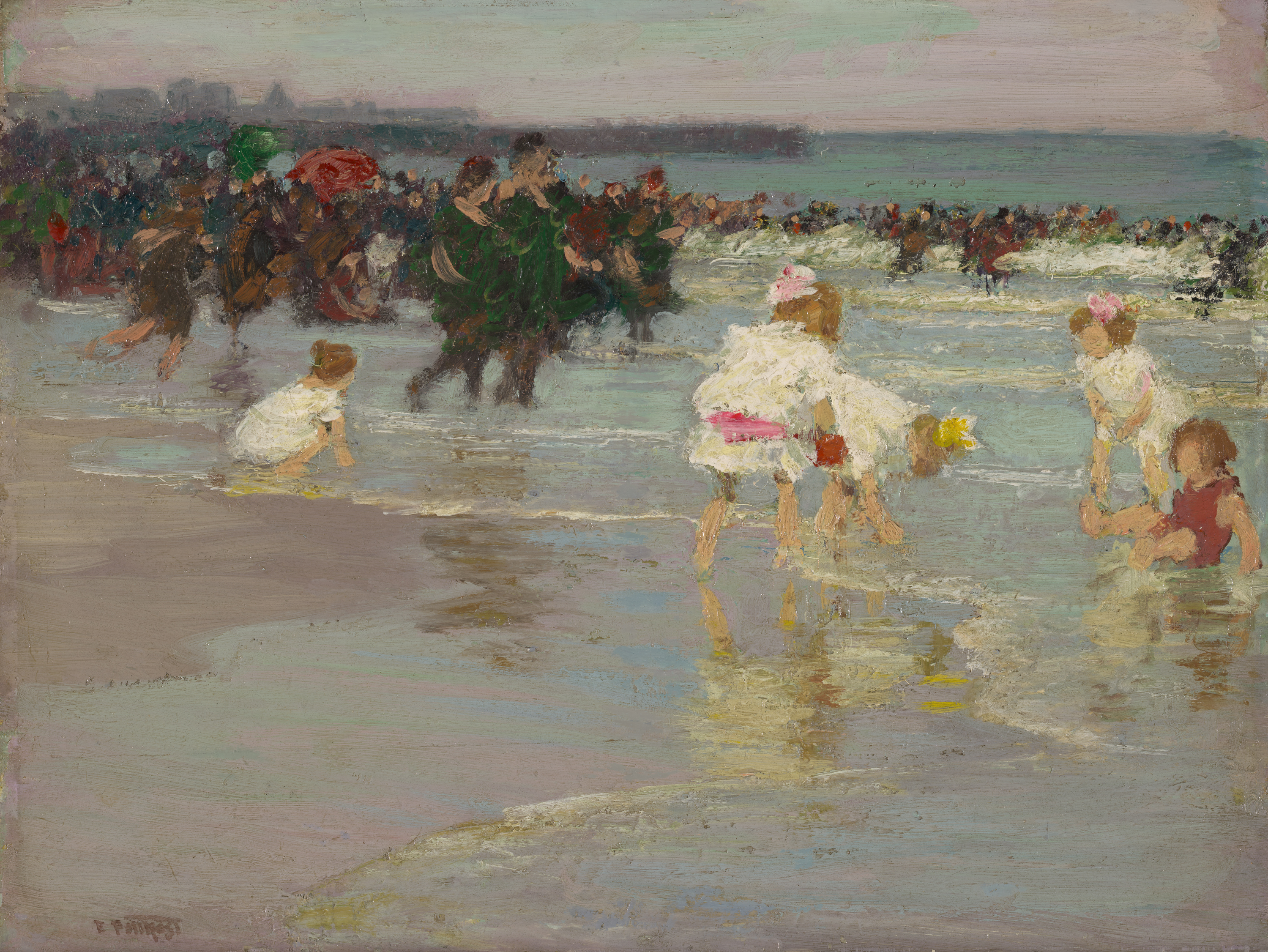
Beach Scene (or Sunday on the Beach), vers 1915, Yale University Art Gallery
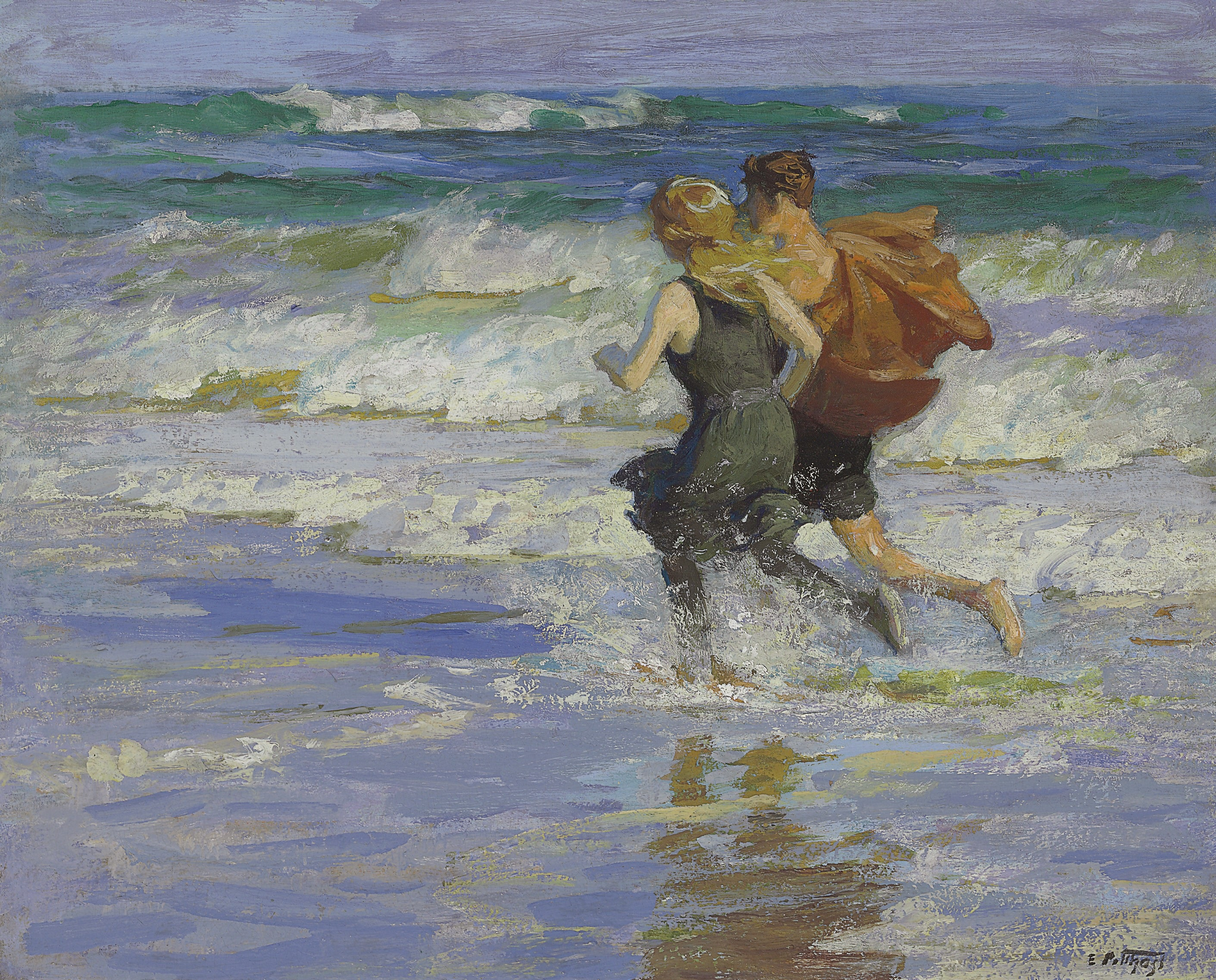
At the Beach, vers 1918
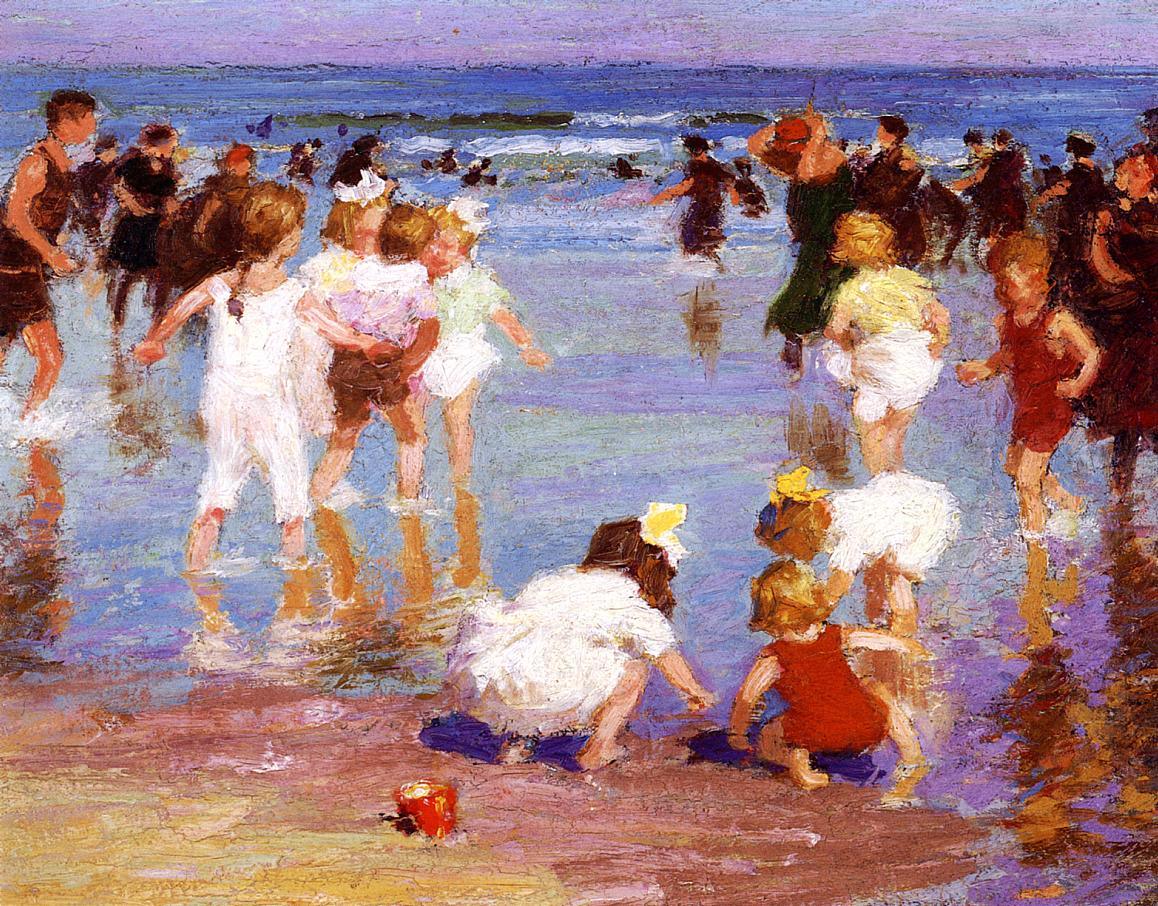
Happy Days, vers 1910-1920, Taubman Museum of Art (en)
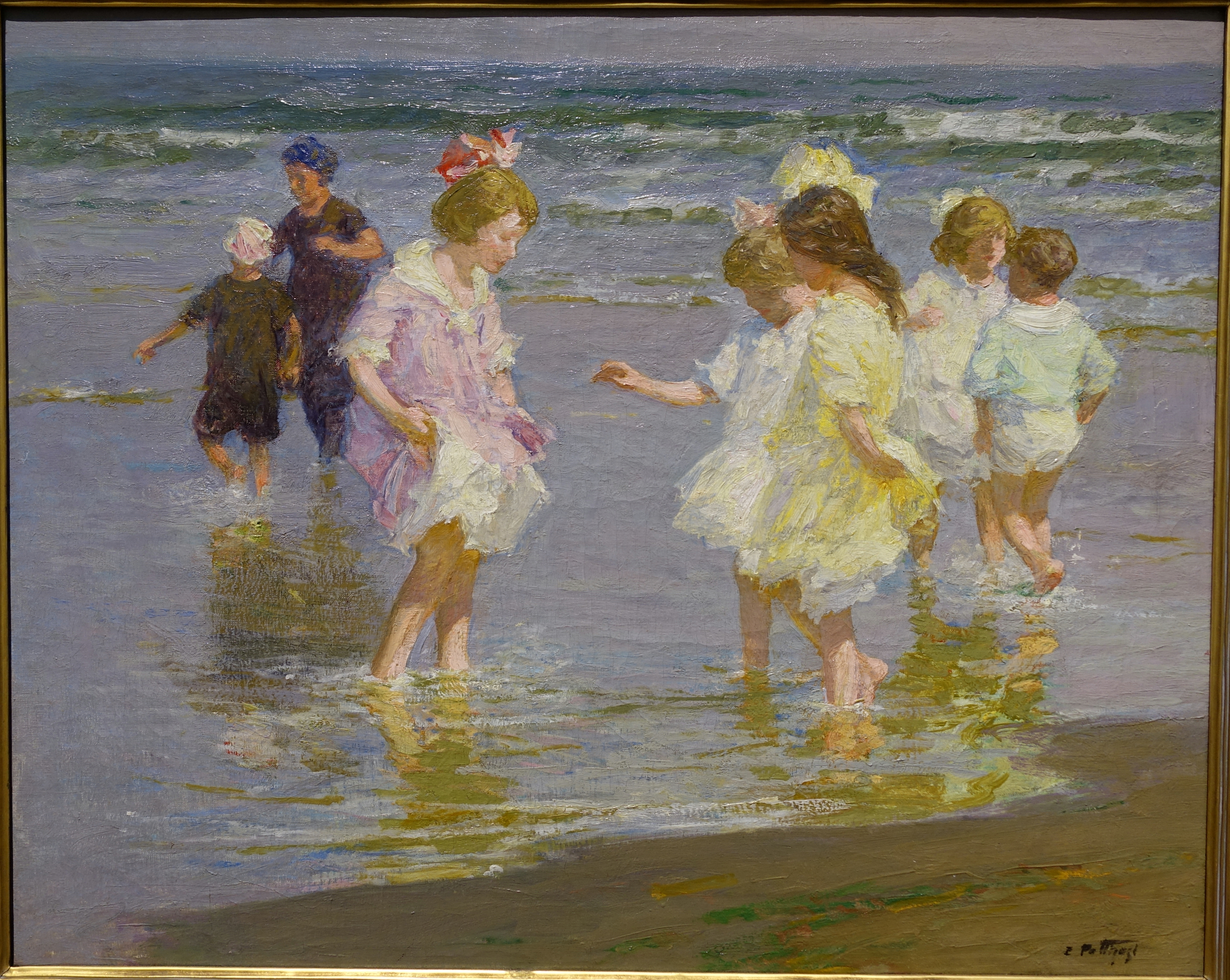
Children Wading, vers 1920, Portland Museum of Art (en)
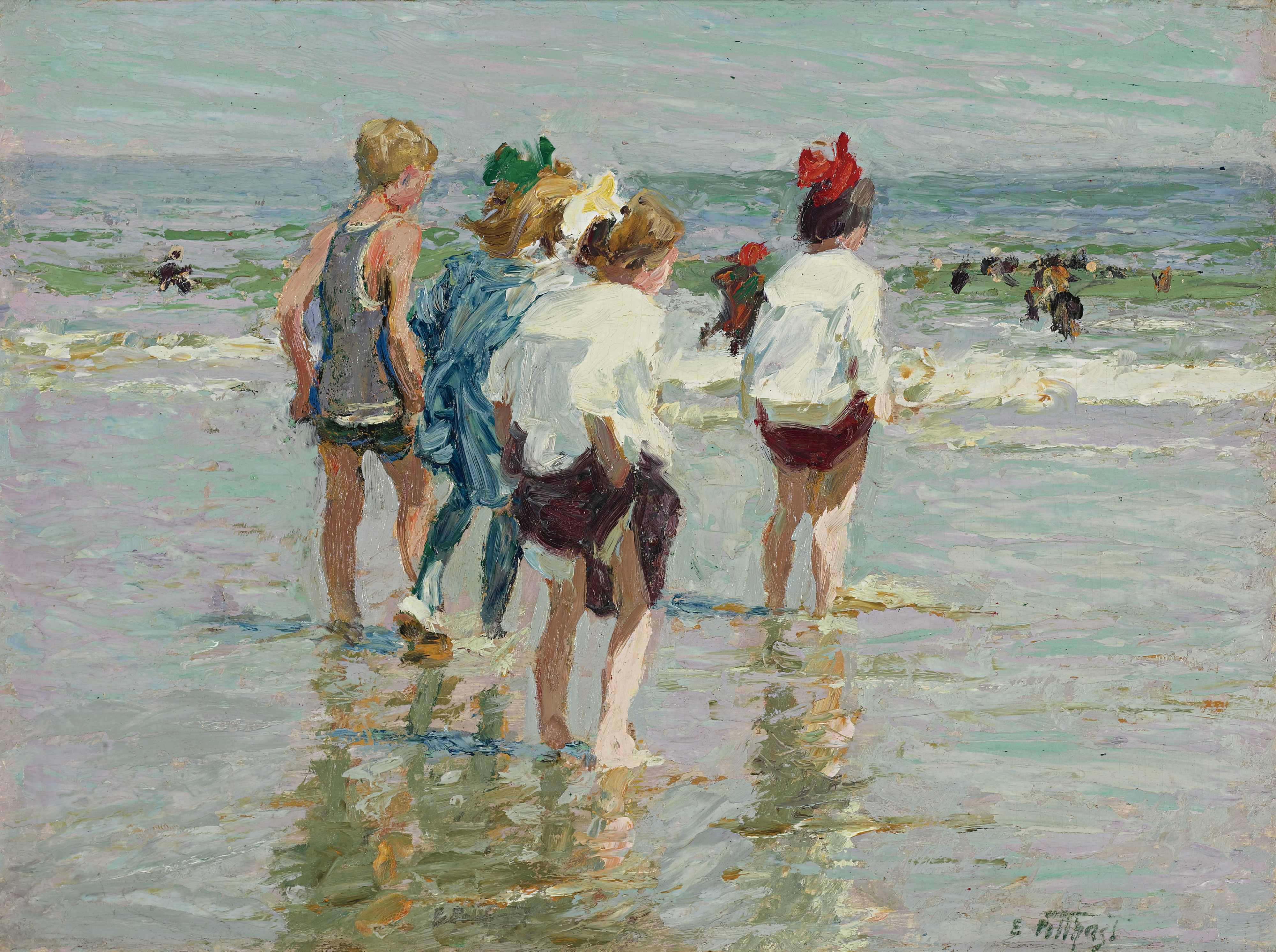
Summer Day, Brighton Beach, sans date
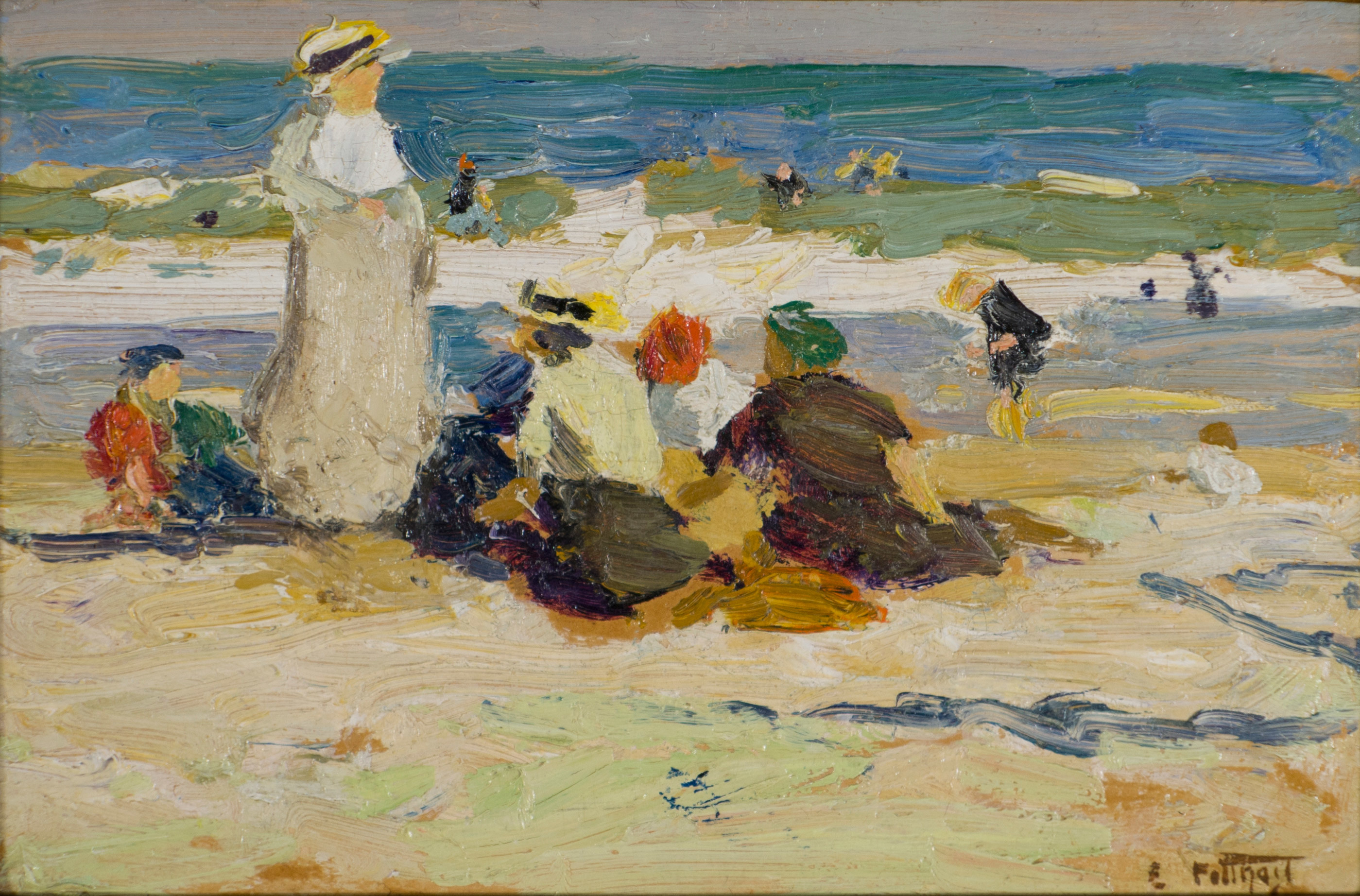
At the Beach, sans date